# Senatori della IV legislatura del Regno di Sardegna
Elenco dei senatori della IV legislatura del Regno di Sardegna (dal 20 dicembre 1849 al 20 novembre 1853) con i nominati dal re Vittorio Emanuele II di Savoia.

## Nomine
Il numero della prima colonna si riferisce al numero nella serie cronologica ufficiale.
Convalida e giuramento:
  In legislature precedenti
  Durante la legislatura
  In legislature successive
| Num. | Nominativo                                  | Categoria | Date             | Date             | Date             | Osservazioni                                  |
| Num. | Nominativo                                  | Categoria | Decreto          | Convalida        | Giuramento       | Osservazioni                                  |
| ---- | ------------------------------------------- | --------- | ---------------- | ---------------- | ---------------- | --------------------------------------------- |
|      | Ferdinando, duca di Genova                  |           |                  |                  |                  | art. 34 dello Statuto                         |
|      | Eugenio di Savoia Carignano                 |           |                  |                  |                  | art. 34 dello Statuto                         |
| 1    | Albini Giuseppe                             |           | 3 aprile 1848    |                  |                  |                                               |
| 2    | Alfieri di Sostegno Cesare                  |           | 3 aprile 1848    |                  |                  |                                               |
| 95   | Ambrosetti Giovanni Antonio                 | 21        | 18 dicembre 1849 | 28 dicembre 1849 | 20 dicembre 1849 | Ammesso prima di avere 40 anni                |
| 77   | Aporti Ferrante                             |           | 19 dicembre 1848 |                  |                  |                                               |
| 98   | Arborio Gattinara di Breme Ferdinando       | 21        | 18 dicembre 1849 | 5 gennaio 1850   | 20 dicembre 1849 |                                               |
| 3    | Asinari di San Marzano Ermolao              |           | 3 aprile 1848    |                  |                  |                                               |
| 125  | Audifreddi Giovanni                         | 21        | 20 ottobre 1853  | 14 novembre 1853 | 14 novembre 1853 |                                               |
| 4    | Avogadro di Collobiano Filiberto            |           | 3 aprile 1848    |                  |                  |                                               |
| 59   | Aymerich di Laconi Ignazio                  |           | 3 maggio 1848    |                  |                  |                                               |
| 5    | Balbi Piovera Giacomo                       |           | 3 aprile 1848    |                  |                  |                                               |
| 60   | Balduini Sebastiano                         |           | 3 maggio 1848    |                  |                  | Morto il 12 gennaio 1853                      |
| 112  | Baudi di Vesme Carlo                        | 18        | 2 novembre 1850  | 6 novembre 1850  | 11 novembre 1850 |                                               |
| 6    | Bava Eusebio                                |           | 3 aprile 1848    |                  |                  |                                               |
| 109  | Bermondi Carlo Bartolomeo                   | 10 13     | 2 novembre 1850  | 6 novembre 1850  | 11 novembre 1850 |                                               |
| 8    | Billet Alessio                              | 1         | 3 aprile 1848    | 23 marzo 1850    | 23 marzo 1850    |                                               |
| 9    | Blanc Nicola                                |           | 3 aprile 1848    |                  |                  |                                               |
| 126  | Borromeo Vitaliano                          | 21        | 20 ottobre 1853  | 18 novembre 1853 | 19 dicembre 1853 |                                               |
| 85   | Brielli Pietro                              |           | 10 luglio 1849   |                  |                  | Morto il 24 marzo 1850                        |
| 10   | Brignole Sale Antonio                       | 4 6       | 3 aprile 1848    | 18 aprile 1855   | 18 aprile 1855   | Non prestò giuramento                         |
| 114  | Caccia Carlo Francesco                      | 17        | 4 marzo 1852     | 17 marzo 1852    | 17 marzo 1852    |                                               |
| 115  | Cagnone Carlo                               | 15        | 4 marzo 1852     | 12 marzo 1852    | 17 marzo 1852    |                                               |
| 111  | Cantù Gian Lorenzo                          | 18        | 2 novembre 1850  | 6 novembre 1850  | 11 novembre 1850 |                                               |
| 127  | Casati Gabrio                               | 5         | 20 ottobre 1853  | 14 novembre 1853 | 14 novembre 1853 |                                               |
| 17   | Cataldi Giuseppe                            |           | 3 aprile 1848    |                  |                  |                                               |
| 66   | Chiodo Agostino                             |           | 14 ottobre 1848  |                  |                  |                                               |
| 74   | Cibrario Luigi                              |           | 17 ottobre 1848  |                  |                  |                                               |
| 12   | Colla Federico                              |           | 3 aprile 1848    |                  |                  |                                               |
| 13   | Coller Gaspare                              |           | 3 aprile 1848    |                  |                  |                                               |
| 16   | Colli di Felizzano Vittorio                 |           | 3 aprile 1848    |                  |                  |                                               |
| 116  | Conelli de' Prosperi Francesco              | 21        | 4 marzo 1852     | 2 luglio 1852    | 6 dicembre 1852  |                                               |
| 110  | Cordero di Montezemolo Massimo              | 3         | 2 novembre 1850  | 6 novembre 1850  | 15 novembre 1850 |                                               |
| 14   | Cordero di Pamparato Stanislao              |           | 3 aprile 1848    |                  |                  |                                               |
| 15   | Cotta Giuseppe                              |           | 3 aprile 1848    |                  |                  |                                               |
| 88   | Cristiani di Ravarano Cesare                |           | 27 luglio 1849   |                  |                  |                                               |
| 117  | Dabormida Giuseppe                          | 3 5       | 7 novembre 1852  | 19 novembre 1852 | 19 novembre 1852 |                                               |
|      | Dal Pozzo della Cisterna Emanuele           |           | 3 aprile 1848    |                  |                  | Non prestò giuramento                         |
| 18   | D'Angennes Alessandro                       |           | 3 aprile 1848    |                  |                  |                                               |
| 48   | Dalla Valle Rolando Giuseppe                |           | 3 aprile 1848    |                  |                  |                                               |
| 19   | De Cardenas Lorenzo                         |           | 3 aprile 1848    |                  |                  |                                               |
| 81   | De Ferrari Domenico                         |           | 10 luglio 1849   |                  |                  |                                               |
|      | De Ferrari Raffaele                         | 21        | 18 dicembre 1849 |                  |                  | Nomina non convalidata, non prestò giuramento |
| 21   | De Fornari Giuseppe                         |           | 3 aprile 1848    |                  |                  |                                               |
| 20   | De La Charrière Bernardo                    |           | 3 aprile 1848    |                  |                  | Morto il 23 febbraio 1850                     |
| 76   | De Launay Claudio Gabriele                  |           | 7 dicembre 1848  |                  |                  | Morto il 21 febbraio 1850                     |
| 78   | De Margherita Luigi                         |           | 19 dicembre 1848 |                  |                  |                                               |
| 75   | De Maugny Clemente                          | 14        | 17 ottobre 1848  | 27 maggio 1853   | 27 maggio 1853   |                                               |
| 97   | Della Chiesa di Benevello Cesare            | 21        | 18 dicembre 1849 | 28 dicembre 1849 | 20 dicembre 1849 | Morto il 16 dicembre 1853                     |
| 90   | Des Ambrois de Nevache Luigi                | 5         | 18 dicembre 1849 | 28 dicembre 1849 | 20 dicembre 1849 |                                               |
| 23   | Di Saluzzo Alessandro                       |           | 3 aprile 1848    |                  |                  | Morto il 10 agosto 1851                       |
| 24   | Di Saluzzo Annibale                         |           | 3 aprile 1848    |                  |                  | Dimissionario il 21 giugno 1851               |
| 22   | Doria Giorgio                               |           | 3 aprile 1848    |                  |                  |                                               |
| 99   | Fantini Luigi                               | 1         | 18 dicembre 1849 | 28 dicembre 1849 | 20 dicembre 1849 | Morto il 27 agosto 1853                       |
| 25   | Ferrero della Marmora Alberto               |           | 3 aprile 1848    |                  |                  |                                               |
| 67   | Ferrero della Marmora Carlo                 |           | 14 ottobre 1848  |                  |                  |                                               |
| 86   | Forest Guglielmo                            | 20        | 10 luglio 1849   | 27 aprile 1852   | 27 aprile 1852   |                                               |
| 79   | Franzini Antonio                            |           | 10 luglio 1849   |                  |                  |                                               |
| 102  | Fraschini Vittorio                          | 3         | 14 gennaio 1850  | 18 gennaio 1850  | 18 gennaio 1850  |                                               |
| 82   | Galli della Loggia Carlo Ferdinando         |           | 10 luglio 1849   |                  |                  |                                               |
| 68   | Gallina Stefano                             |           | 14 ottobre 1848  |                  |                  |                                               |
| 91   | Gattinara di Gattinara Feliciano            | 21        | 18 dicembre 1849 | 11 gennaio 1850  | 20 dicembre 1849 |                                               |
| 70   | Gattino Antonio Giuseppe                    |           | 14 ottobre 1848  |                  |                  | Morto il 28 febbraio 1853                     |
| 123  | Gautieri Gaudenzio                          | 21        | 20 ottobre 1853  | 14 novembre 1853 | 21 novembre 1853 |                                               |
| 61   | Gerbaix de Sonnaz Ettore                    |           | 3 maggio 1848    |                  |                  |                                               |
| 103  | Gioja Pietro                                | 05 20     | 22 marzo 1850    | 26 marzo 1850    | 26 marzo 1850    |                                               |
| 27   | Giulio Carlo Ignazio                        |           | 3 aprile 1848    |                  |                  |                                               |
| 119  | Gonnet Claudio                              | 14        | 20 ottobre 1853  | 14 novembre 1853 | 15 novembre 1853 |                                               |
| 108  | Jacquemoud Giuseppe                         | 3         | 2 novembre 1850  | 6 novembre 1850  | 11 novembre 1850 |                                               |
| 113  | Lazari Fabrizio                             | 14        | 2 novembre 1850  | 6 novembre 1850  | 11 novembre 1850 |                                               |
| 64   | Maestri Ferdinando                          |           | 6 giugno 1848    |                  |                  |                                               |
| 32   | Maffei di Boglio Carlo                      |           | 3 aprile 1848    |                  |                  |                                               |
| 87   | Malaspina Luigi                             |           | 10 luglio 1849   |                  |                  |                                               |
| 96   | Malingri di Bagnolo Coriolano               | 20 21     | 18 dicembre 1849 | 28 dicembre 1849 | 20 dicembre 1849 |                                               |
| 29   | Manno Giuseppe                              |           | 3 aprile 1848    |                  |                  |                                               |
| 104  | Marioni Giuseppe                            | 17        | 15 giugno 1850   | 22 giugno 1850   | 22 giugno 1850   |                                               |
| 107  | Massa Saluzzo Leonzio                       | 11        | 2 novembre 1850  | 6 novembre 1850  | 6 novembre 1850  |                                               |
| 94   | Millet d'Arvillars Federico                 | 14        | 18 dicembre 1849 | 28 dicembre 1849 | 20 dicembre 1849 | Dimissionario il 5 novembre 1850              |
| 84   | Moreno Ottavio                              |           | 10 luglio 1849   |                  |                  | Morto il 1 maggio 1852                        |
| 62   | Moris Giuseppe Giacinto                     |           | 3 maggio 1848    |                  |                  |                                               |
| 30   | Mosca Bernardo Carlo                        |           | 3 aprile 1848    |                  |                  |                                               |
| 31   | Musio Giuseppe                              |           | 3 aprile 1848    |                  |                  |                                               |
| 63   | Nazari di Calabiana Luigi                   |           | 3 maggio 1848    |                  |                  | Ammesso prima di compiere 40 anni             |
| 33   | Nigra Giovanni                              |           | 3 aprile 1848    |                  |                  |                                               |
| 93   | Nomis di Pollone Antonio                    | 21        | 18 dicembre 1849 | 28 dicembre 1849 | 20 dicembre 1849 |                                               |
| 89   | Oneto Giacomo                               |           | 27 luglio 1849   |                  |                  |                                               |
| 35   | Pagliacciù della Planargia Giovanni Antonio |           | 3 aprile 1848    |                  |                  |                                               |
| 34   | Pallavicini Ignazio                         |           | 3 aprile 1848    |                  |                  |                                               |
| 71   | Pallavicino Mossi Lodovico                  |           | 14 ottobre 1848  |                  |                  |                                               |
| 38   | Pes di Villamarina Emanuele                 |           | 3 aprile 1848    |                  |                  | Dimissionario il 26 novembre 1851             |
| 37   | Petitti di Roreto Carlo Ilarione            |           | 3 aprile 1848    |                  |                  | Morto il 10 aprile 1850                       |
| 40   | Picolet Lorenzo                             |           | 3 aprile 1848    |                  |                  |                                               |
| 105  | Pinelli Alessandro                          | 11 13     | 2 novembre 1850  | 6 novembre 1850  | 11 novembre 1850 |                                               |
| 39   | Plana Giovanni Antonio Amedeo               |           | 3 aprile 1848    |                  |                  |                                               |
| 41   | Plezza Giacomo                              |           | 3 aprile 1848    |                  |                  |                                               |
| 73   | Prat Ferdinando                             |           | 14 ottobre 1848  |                  |                  |                                               |
| 101  | Profumo Antonio                             | 20 21     | 19 dicembre 1849 | 4 aprile 1850    | 20 dicembre 1849 | Morto il 20 ottobre 1852                      |
| 92   | Provana del Sabbione Luigi                  | 18        | 18 dicembre 1849 | 28 dicembre 1849 | 20 dicembre 1849 |                                               |
| 43   | Provana di Collegno Giacinto                |           | 3 aprile 1848    |                  |                  |                                               |
| 42   | Provana di Collegno Luigi                   |           | 3 aprile 1848    |                  |                  |                                               |
| 44   | Quarelli di Lesegno Celestino               |           | 3 aprile 1848    |                  |                  |                                               |
| 106  | Regis Giovanni                              | 12        | 2 novembre 1850  | 6 novembre 1850  | 11 novembre 1850 |                                               |
| 83   | Riberi Alessandro                           |           | 10 luglio 1849   |                  |                  |                                               |
| 45   | Ricci Alberto                               |           | 3 aprile 1848    |                  |                  |                                               |
| 46   | Ricci Francesco Giovanni                    |           | 3 aprile 1848    |                  |                  |                                               |
| 47   | Rignon Edoardo Giuseppe                     |           | 3 aprile 1848    |                  |                  | Morto il 16 febbraio 1853                     |
| 122  | Roncalli Vincenzo                           | 21        | 20 ottobre 1853  | 18 novembre 1853 | 19 dicembre 1853 |                                               |
| 49   | Rorà di Lucerna Maurizio                    |           | 3 aprile 1848    |                  |                  |                                               |
| 121  | Rossi Luigi                                 | 21        | 20 ottobre 1853  | 18 novembre 1853 | 19 gennaio 1854  |                                               |
| 50   | Sallier della Torre Vittorio Amedeo         |           | 3 aprile 1848    |                  |                  |                                               |
| 65   | Sanvitale Luigi                             |           | 6 giugno 1848    |                  |                  | Dimissionario il 28 dicembre 1849             |
| 118  | Sauli Francesco                             | 3         | 20 ottobre 1853  | 14 novembre 1853 | 15 novembre 1853 |                                               |
| 51   | Sauli d'Igliano Lodovico                    |           | 3 aprile 1848    |                  |                  |                                               |
| 80   | Sclopis di Salerano Federigo                |           | 10 luglio 1849   |                  |                  |                                               |
| 124  | Sella Giovanni Battista                     | 21        | 20 ottobre 1853  | 28 dicembre 1853 | 19 dicembre 1853 |                                               |
| 52   | Serra Domenico                              |           | 3 aprile 1848    |                  |                  |                                               |
| 53   | Serventi Giorgio                            |           | 3 aprile 1848    |                  |                  |                                               |
| 100  | Siccardi Giuseppe                           | 5         | 19 dicembre 1849 | 28 dicembre 1849 | 20 dicembre 1849 |                                               |
|      | Spinola Massimiliano                        |           | 3 maggio 1848    |                  |                  |                                               |
| 54   | Stara Giuseppe                              |           | 3 aprile 1848    |                  |                  |                                               |
| 120  | Taparelli d'Azeglio Massimo                 | 3 5 20    | 20 ottobre 1853  | 22 dicembre 1853 | 19 dicembre 1853 |                                               |
| 55   | Taparelli d'Azeglio Roberto                 |           | 3 aprile 1848    |                  |                  |                                               |
| 56   | Tempia Amedeo                               |           | 3 aprile 1848    |                  |                  | Morto il 14 gennaio 1850                      |
| 57   | Tornielli di Borgo Lavezzaro Girolamo       |           | 3 aprile 1848    |                  |                  |                                               |
| 58   | Trabucco di Castagnetto Cesare              |           | 3 aprile 1848    |                  |                  |                                               |